# حقل زاكوم العلوي
حقل زاكوم الـعلوي هو حقل نفطي يبعد قرابة 84 كم شمال غرب أبو ظبي. وقد تم اكتشافه في عام 1963 ويمتد على مساحة نحو 1200 كم مربع وينتج يومياً 500,000 برميل، وهو ثاني أكبر حقل نفط بحري ورابع أكبر حقل نفطي في العالم.كما سجل الحقل رقماً قياسياً في مجال الحفر حيث تم حفرأطول بئر في العالم على عمق 35800 قدم 
وقد تم التوقيع على اتفاقية بين شركة بترول أبوظبي الوطنية "أدنوك" وشركة "إكسون موبيل أبوظبي أوفشور البترولية المحدودة" وشركة "إنبكس " اليابانية - وذلك بهدف رفع الطاقة الإنتاجية لحقل زاكوم العلوي إلى مليون برميل يومياً بحلول عام 2024